# Cheilopora praelonga
Cheilopora praelonga är en mossdjursart som först beskrevs av Walter Douglas Hincks 1884.  Cheilopora praelonga ingår i släktet Cheilopora och familjen Cheiloporinidae. Inga underarter finns listade i Catalogue of Life.